# The Kiss of the Vampire
The Kiss of the Vampire (bra O Beijo do Vampiro) é um filme britano-estadunidense de 1963, do gênero terror, dirigido por Don Sharp para a Hammer Film Productions, com roteiro de John Elder (pseudônimo de Anthony Hinds).

## Sinopse
Gerald (Souza) e Marianne Harcourt (Daniel) são um casal em lua de mel no início do século 20 na Baviera que acabam aprisionados em um castelo de vampiros liderado pelo Dr. Ravna (Willman) e seus dois filhos Carl (Warren) e Sabena (Wallis). Eles e seus asseclas raptam Marianne, e se esforçam em fazer parecer que Harcourt estava viajando sozinho e que sua esposa nunca existiu. Harcourt recebe ajuda do Professor Zimmer (Evans), que perdera sua filha para os vampiros e que finalmente destrói os vampiros por meio de um ritual misterioso que libera um enxame de morcegos do inferno. 

## Elenco
- Clifford Evans- prof. Zimmer
- Noel Willman- dr. Ravna
- Edward de Souza- Gerald Harcourt
- Jennifer Daniel- Marianne Harcourt
- Barry Warren- Carl Ravna
- Brian Oulton- discípulo
- Noel Howlett- pe. Xavier
- Jacquie Wallis- Sabena Ravna
- Peter Madden- Bruno
- Isobel Preto- Tania
- Vera Cook- Anna
- John Harvey - policial